# Uwe Rösler
Uwe Rösler (født 15. november 1968) er en tysk professionel fodboldtræner og tidligere fodboldspiller. Han har senest været cheftræner i AGF.

## Spillerkarriere
Rösler spillede i flere klubber i Østtyskland, inden han i 1992 kom til FC Nürnberg. I 1994 kom han til Manchester City, hvor han havde sin bedste periode. Han spillede i alt 176 kampe for City og scorede 64 mål i de lidt mere end fire år, han var i klubben. Han vendte tilbage til Tyskland, hvor han spillede for forskellige klubber, afbrudt af et mindre succesfuldt ophold i Southampton F.C. og West Bromwich, inden han sluttede den aktive karriere i norske Lillestrøm i 2003 efter at have fået kræft. Han blev fuldstændigt helbredt og tog trænercertifikat, mens han kom sig over kræften.

## Trænerkarriere
Efter at have uddannet sig som træner vendte han tilbage til Lillestrøm, hvor han overtog trænerposten i 2005. Han fulgte op hos andre norske klubber, inden han fik en periode som cheftræner for Brentford F.C. Det blev til flere trænerjobs i England, heriblandt kortvarigt for Leeds, inden kom til at træne Malmö FF i næsten to år. I vinterpausen 2020 blev han træner for Fortuna Düsseldorf, hvor han var til sommeren 2021.
Efter en pause på et år hentede AGF ham til den danske Superliga, hvor han fik en treårig kontrakt i sommeren 2022 som afløser for David Nielsen.
I den første sæson (2022/2023) i AGF opnåede han sammen med holdet en bronzemedalje efter en tæt kamp med Viborg FF. I sæsonen 2023/2024 var holdet igen med i slutspillet om mesterskabet, men i foråret 2024 faldt det tilbage til femtepladsen. I de sidste to runder vandt det imidlertid over FC København og Brøndby IF, hvilket betød, at FC Midtjylland fik guldmedaljerne.
De gode resultater betød, at AGF forlængede kontrakten med træneren, således at den løb til sommeren 2028. Imidlertid levede holdet den følgende sæson ikke op til forventningerne, især ikke i foråret 2025, hvor kun en enkelt sejr i slutspillet betød, at AGF blev nederst. Dette kostede Rösler jobbet.